# Láz v Brdech
Láz v Brdech je katastrální území vytvořené k 10. únoru 2014 na jihovýchodě území tehdejšího vojenského újezdu Brdy v souvislosti s jeho připravovaným zrušením, k němuž následně došlo k 1. lednu 2016 a katastr byl připojen k obci Láz. Rozloha nového katastrálního území je 0,484569 km². Jedná se převážně o zalesněné katastrální území, v němž se nachází jen několik budov. Významnou lokalitu v rámci katastru představuje vodní nádrž Láz, pokrývající téměř celou západní polovinu katastru.

## Historický přehled
Do roku 1950 bylo téměř celé území moderního k. ú. Láz v Brdech součástí k. ú. Obecnice, velice malá okrajová část náležela ke k. ú. Vranovice. Téhož roku vznikla obec Láz, k níž byly připojeny i téměř všechny obecnické pozemky moderního k. ú. Láz v Brdech, nicméně severní okraj moderního katastru i nadále zůstával součástí k. ú. Obecnice. Záhy nato vznikl i vojenský újezd Brdy, do něhož bylo začleněno i celé území moderního k. ú. Láz v Brdech. Roku 1967 byly do vojenského újezdu začleněné části katastrů i nadále samostatných obcí vyčleněny jako samostatná katastrální území, jejichž názvy byly doplněné římskou číslovkou I. Na území moderního k. ú. Láz v Brdech tak nyní zasahovala katastrální území Láz I, Obecnice I a Vranovice I. K 31. lednu 2003 pak bylo dosavadní katastrální členění území vojenského újezdu Brdy zrušeno a nahrazeno pěti většími katastrálními územími, přičemž se celé území moderního k. ú. Láz v Brdech stalo součástí k. ú. Baština, z něhož bylo vyčleněno roku 2014. K. 1. lednu 2016 se k. ú. Láz v Brdech stalo součástí území obce Láz.